# والتر نيكولاي
والتر نيكولاي (بالألمانية: Walter Nicolai)‏ هو ضابط ألماني، ولد في 1 أغسطس 1873 في براونشفايغ في ألمانيا، وتوفي في 4 مايو 1947 في موسكو في روسيا.

## وصلات خارجية
- والتر نيكولاي على موقع مونزينجر (الألمانية)